# Trolejbusová doprava v Judenburgu
V rakouském městě Judenburg, které se nachází ve spolkové zemi Štýrsko, byla na začátku 20. století v provozu trať trolejbusové dopravy. V provozu zde byl jediný trolejbus systému Stoll, který byl v tehdejší době pro trolejbusovou dopravu hojně používán. K dispozici zde byl také jeden vlečný vůz. Provoz na trati dlouhé 1,9 km byl zahájen 10. prosince 1910, k jeho ukončení došlo někdy v roce 1914.